# Simão de Dammartin

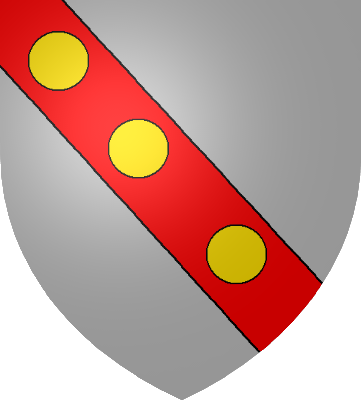
Escudo de Armas da Casa de Aumale.

Simão de Dammartin (1180 - 1239) foi um nobre medieval do Reino de França e conde de Aumale desde 1206 até 1214, conde de Ponthieu de 1234 a 1239 e conde de Montreuil de 1230 até 1239. Encontra-se sepultado na Abadia de Valloires.

## Relações familiares
Foi filho de Alberico II de Dammartin (1150 – 19 de Setembro de 1200,  conde de Dammartin, Senhor de Lillebonne, de Ponthieu, de Mahaut, de Clermont e de Matilde de Clermont (c. 1150 - ?), senhora de Clermont-en-Beauvais, filha de Renaud II de Clermont, conde de Clermont-en-Beauvaisis e de Clémence de Bar.
Casou em setembro de 1208 com Maria de Belleme, Senhora de Ponthieu (1199 – 1250) filha de Guilherme II Talvas (1170 -?), conde de de Ponthieu e de Alix de França (c. 1170 -?), princesa de França, de quem teve:
1. Joana d'Aumale ou Joana de Dammartin (1216 - Abbeville, 16 de Março de 1279), condessa de Ponthieu e de Aumale casada por duas vezes, a primeira com o rei Fernando III de Leão e Castela, "o Santo" (Zamora, agosto de 1201 - Sevilha, 30 de maio de 1252) foi rei de Castela. O segundo casamento foi com Jean de Nesle, (?- 1292), senhor de Falvy e de La Hérelle;
2. Filipa de Aumale (1220 -?) casada por três vezes, a primeira com Raul de Lusignan (? - 1246) Conde de Eu, o segundo casamento foi com Raul de Coucy (? - 1250) senhor Coucy e o terceiro casamento foi com com Otto II (1215 – 10 de janeiro de 1271), conde de Geldern e Zütphen;
3. Maria de Aumale casada com João II de Pierrepont (? – 1251), conde de Roucy;
4. Agata de Aumale casada com Aimeri II de Châtellerault, visconde de Châtellerault.